# Teknikens under
Teknikens under är en sång skriven av Nisse Hellberg, och inspelad av Wilmer X 1988 på albumet Teknikens under och utgiven på singel samma år. Den blev en framgång för bandet på Svensktoppen, där den låg i sammanlagt sju veckor under perioden 24 april-5 juni 1988.
Sångtexten skildrar kritiskt ett framtida samhälle där tekniken gör människor alltmer isolerade.

### Fotnoter
1. ↑  ”Teknikens under”. Svensk mediedatabas. 25 februari 1988. http://smdb.kb.se/catalog/id/001489272. Läst 18 oktober 2014.
2. ↑  ”Teknikens under”. Svensk mediedatabas. 25 februari 1988. http://smdb.kb.se/catalog/id/001486114. Läst 18 oktober 2014.
3. ↑  ”Svensktoppen”. Sveriges Radio. 25 februari 1988. http://sverigesradio.se/Diverse/AppData/Isidor/files/2023/3484.txt. Läst 18 oktober 2014.